# Armen Rafajeljan
Armen Rafajeljan (armenisch Արմեն Ռաֆայէլյան, wiss. Transliteration Armen Ṙafayêlyan; * 10. Februar 1978 in Jerewan) ist ein ehemaliger armenischer Freestyle-Skier. Er startete in den Buckelpisten-Disziplinen Moguls und Dual Moguls.

## Werdegang
Rafajeljan trat international erstmals bei den Internationalen Jugendmeisterschaften 1994 am Laajavuori in Erscheinung, wobei er den 15. Platz im Moguls errang und startete zu Beginn der Saison 1994/95 in Tignes erstmals im Weltcup. Dort kam er auf den 49. Platz im Moguls und errang im weiteren Saisonverlauf mit dem neunten Platz in Blackcomb sowie mit dem zehnten Platz in Meiringen-Hasliberg seine ersten Top-Zehn-Platzierungen. In den folgenden Jahren erreichte er in Tignes mit vierten Plätzen im Dezember 1995 im Dual Moguls und im Dezember 1997 im Moguls seine beste Platzierung im Weltcup. Zudem belegte er bei den Weltmeisterschaften 1995 in La Clusaz den 24. Platz und bei den Olympischen Winterspielen 1998 in Nagano den 19. Rang im Moguls-Wettbewerb. Seine beste Gesamtplatzierung im Weltcup errang er in der Saison 1995/96 mit dem 14. Platz im Dual-Moguls-Weltcup. Letztmals im Weltcup startete er im Januar 2000 im Heavenly, wobei er den 17. Platz im Moguls errang.

## Erfolge

### Olympische Spiele
- 1998 Nagano: 19. Platz Moguls

### Weltmeisterschaften
- 1995 La Clusaz: 24. Platz Moguls

### Weltcup-Gesamtplatzierungen
Rafajeljan nahm an 24 Weltcups teil und erreichte sechs Top-Zehn-Platzierungen.
| Saison    | Gesamt | Gesamt | Moguls | Moguls | Dual Moguls | Dual Moguls |
| Saison    | Punkte | Platz  | Punkte | Platz  | Punkte      | Platz       |
| --------- | ------ | ------ | ------ | ------ | ----------- | ----------- |
| 1994/95   | 31     | 65.    | 216    | 26.    | -           | -           |
| 1995/96   | 4      | 122.   | 28     | 54.    | 84          | 14.         |
| 1997/98   | 40     | 55.    | 200    | 20.    | -           | -           |
| 1998/99   | 30     | 43.    | 120    | 22.    | 72          | 17.         |
| 1999/2000 | 9      | 70.    | 36     | 39.    | -           | -           |